# Джеймс Браун: Путь наверх
«Джеймс Браун: Путь наверх» (англ. Get on Up) — американский биографический фильм Тейта Тейлора 2014 года, повествующий о жизни известного музыканта Джеймса Брауна, роль которого исполнил Чедвик Боузман. О производстве картины было объявлено в августе 2013 года. Основные съёмки проходили в Миссисипи в течение 49 дней.
Фильм получил смешанные, преимущественно положительные отзывы критиков, которые отметили игру Боузмана и Нелсана Эллиса. Премьера состоялась 1 августа 2014 года в Соединённых Штатах, в то время как суммарные кассовые сборы составили 33 млн $.

## В ролях
| Актёр           | Роль                    |
| --------------- | ----------------------- |
| Чедвик Боузман  | Джеймс Браун            |
| Нелсан Эллис    | Бобби Бёрд              |
| Дэн Эйкройд     | Бен Барт                |
| Виола Дэвис     | Сьюзи Браун             |
| Ленни Джеймс    | Джозеф Браун            |
| Фред Меламед    | Сид Нейтан              |
| Крэйг Робинсон  | Масео Паркер            |
| Джилл Скотт     | Дейдра «Ди-Ди» Дженкинс |
| Октавия Спенсер | Хони Вашингтон          |

## Производство
В 2000 году Imagine Entertainment объявила о разработке автобиографического фильма о жизни Джеймса Брауна под рабочим названием «Звёздное время», сценаристом которого выступил Стивен Бэйджелман. Мик Джаггер присоединился к производству в качестве продюсера, а Джез и Джон-Генри Баттеруорты были приглашены для переписывания сценария. Режиссёром картины должен был стать Спайк Ли, однако разработка была отложена из-за финансовых проблем. Производство возобновилось в 2012 году, после чего Тейт Тейлор заменил Ли на посту режиссёра. 26 августа 2013 года Universal анонсировала, что главную роль исполнит Чедвик Боузман.

### Съёмки
Съёмки начались 4 ноября 2013 года в Натчезе и его окрестностях, где происходили до конца года, после чего проводились в Джэксоне, штате Миссисипи.

## Прокат
1 сентября 2014 года было объявлено, что фильм станет частью Цюрихского кинофестиваля 2014 года.

### Маркетинг
13 марта 2014 года Universal опубликовала несколько фотографий со съёмок фильма и первый официальный трейлер. 20 мая вышел второй трейлер.

## Приём

### Критика
«Джеймс Браун: Путь наверх» получил смешанные отзывы от кинокритиков. На сайте Rotten Tomatoes его рейтинг «свежести» составляет 80% на основе 167 рецензий. Metacritic, который выставляет оценки на основе среднего арифметического взвешенного, дал фильму 71 балл из 100 на основе 44 рецензий. Пользователи CinemaScore поставили фильму среднюю оценку «А» по шкале от A+ до F .

### Кассовые сборы
Фильм заработал 13,4 млн $ за первую неделю проката, заняв 3-е место по внутренним кассовым сборам после «Стражей Галактики» (94,3 млн $) и Люси (18,3 млн $).
«Джеймс Браун: Путь наверх» собрал 30,7 млн $ в США и 2,7 млн $ по всему миру, что составило в сумме 33,4 млн $ при бюджете в 30 млн $.